# Johann Strauss (hijo)

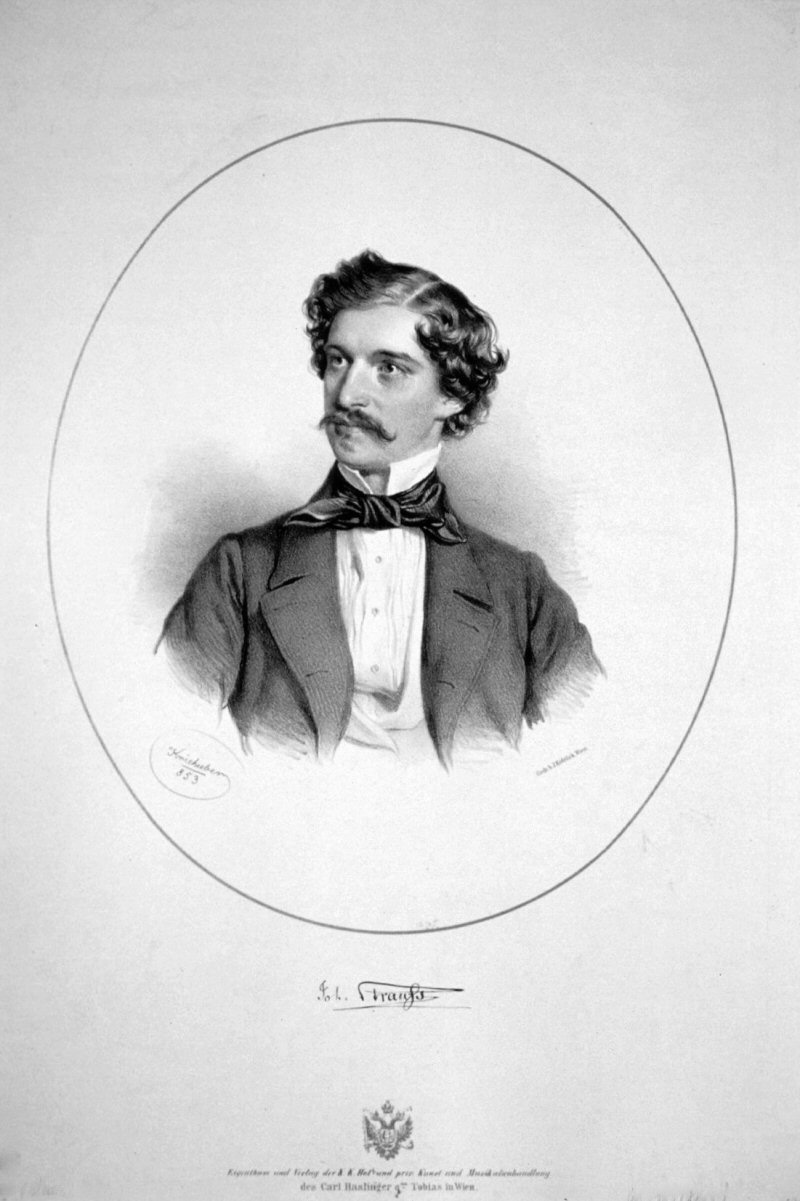
Johann Strauß (hijo), Litografía.

Johann Baptist Strauss II (Neubau , 25 de octubre de 1825-Viena, 3 de junio de 1899) fue un compositor austriaco conocido especialmente por sus valses, como El Danubio azul. Hijo del compositor Johann Strauss y hermano de los compositores Josef Strauss y Eduard Strauss, Johann es el más famoso de la familia Strauss. Fue conocido en su vida como «el rey del vals» y a él se debe en gran medida la popularidad del vals en la Viena del siglo XIX. Lo revolucionó, elevándolo de una danza campesina a una de entretenimiento apta para la Corte Imperial de los Habsburgo. Sus obras gozan de mayor popularidad que las de sus predecesores, como su padre y Josef Lanner. Algunas de sus polcas y marchas son también muy conocidas, así como su opereta Die Fledermaus (El Murciélago).

## Biografía

### Primeros años
El único familiar que le prestó su apoyo fue su madre. Por el contrario, al ser descubierto por su padre, Johann recordaría «una desagradable y violenta escena» y que su padre «no quería saber nada de sus planes musicales». Al parecer, en lugar de evitar que Strauss se convirtiera en su rival, el padre quería apartar a su hijo de los rigores de la vida de músico. Fue entonces cuando Strauss padre abandonó a la familia y encontró una amante, Emilie Trampusch, cuando Johann tenía 17 años y había decidido concentrarse plenamente en la carrera de compositor con la ayuda de su madre.
Entonces Strauss comenzó a estudiar contrapunto y armonía con el profesor Joachim Hoffmann, quien poseía una escuela privada de música. Su talento fue reconocido asimismo por el compositor Josef Drechsler (también escrito Drexler), quien le enseñó ejercicios de armonía. Su otro maestro de violín fue Anton Kollmann, rèpètiteur del ballet de la Ópera de la Corte de Viena. Armado con esto, el mismo día que su madre había solicitado el divorcio de su marido, se presentó ante las autoridades vienesas para actuar en público. Inicialmente formó una pequeña orquesta, contratando a algunos músicos de la taberna Zur Stadt Belgrad.
La influencia de Johann Strauss I en varios establecimientos de entretenimiento significó que muchos de ellos fueron cautelosos en ofrecer un contrato al joven Strauss, temiendo el enojo del padre. Strauss hijo fue capaz de persuadir al Casino Dommayer en Hietzing, Viena, para que hiciera su debut. La prensa local se apresuró a divulgar la noticia de Strauss contra Strauss, rivalidad entre padre e hijo. Strauss padre, encolerizado con su hijo y ante la desobediencia del propietario, se negó a tocar nunca más en el Casino Dommayer, que había sido el escenario de sus anteriores triunfos.
Strauss encontró muchas dificultades en sus primeros años como músico, pero pronto ganó audiencia amante de la música, tras haber aceptado comisiones para actuar fuera de Viena. El primer gran reconocimiento para el joven compositor fue la posición de Maestro de Capilla del Segundo Regimiento de Ciudadanos de Viena, que había quedado vacante tras la muerte de Josef Lanner dos años antes. Viena fue asolada por una revolución burguesa el 24 de febrero de 1848, y la rivalidad entre padre e hijo se hizo mucho más evidente.
Johann decidió apoyar a los revolucionarios, como lo ponen de manifiesto los títulos de dos obras que datan de este período, los valses Freiheitslieder (Canciones de Libertad) op. 52 y Burschenlieder (Canciones de los Jóvenes) op. 55, así como las marchas Revoluciones de Marzo op. 54 y la agitada Marcha de los Estudiantes op. 56. Esta decisión demostró serle desfavorable profesionalmente, ya que la realeza austriaca le negó dos veces la tan codiciada posición de KK Hofballmusikdirecktor (Director Musical del Baile de la Corte), posición que fue dada a Johann I en reconocimiento a sus contribuciones musicales. Por otra parte, el joven Strauss también fue apresado por las autoridades vienesas por tocar en público «La Marsellesa», atizando los sentimientos revolucionarios, pero más tarde fue absuelto. Poco después de su absolución, compuso la polca Geißelhiebe (Latigazos) op. 60, que contiene elementos de «La Marsellesa» en su «Trío», como una sección musical en respuesta a su detención. Strauss padre se mantuvo leal a la monarquía del Danubio y compuso su Marcha Radetzky op. 228 dedicada al mariscal de campo Joseph Radetzky von Radetz que pasaría a ser su composición más conocida.
Cuando Strauss padre murió de escarlatina en Viena en 1849, el joven Strauss fusionó ambas orquestas y participó en numerosas giras. Posteriormente, también compondría una serie de marchas patrióticas dedicadas al monarca Francisco José I, como la Kaiser Franz-Josef Marsch (Marcha del Emperador Francisco José) op. 67 y la Kaiser Franz Josef Rettungs Jubel-Marsch (Marcha de Júbilo por la salvación del Emperador Francisco José) op. 126, probablemente para congraciarse con el nuevo monarca que subió al trono de Austria tras la Revolución de 1848.

### Avances en la carrera
Finalmente superó la fama de su padre, y se convirtió en uno de los más populares compositores de valses de su época, viajando por Austria, Polonia y Alemania con su orquesta. Sería habitual que el público viera una sola representación antes de que se trasladara rápidamente a otro lugar. Sería la primera y última representación en cada uno de esos lugares, y en cuyas placas proclamarían con orgullo «Heut Spielt der Strauss!» o «¡Hoy toca Strauss!».
También hizo visitas a Rusia, donde actuó en Pávlovsk y escribió varias composiciones, que más tarde retituló para que se ajustara al público vienés; a Gran Bretaña donde actuó con su primera esposa Hetty Treffz, en el Covent Garden, a Francia, Italia y más tarde a los Estados Unidos en la década de 1870, donde tomó parte en el Festival de Boston por invitación del maestro de banda Patrick Gilmore y fue el principal director en el Monster Concert de más de 1000 músicos, en el que interpretó su vals El Danubio Azul op. 314, entre otras piezas de gran éxito.
Entre las más populares piezas de baile que Strauss escribió en este período destacan los valses Sängerfahrten op. 41, Liebeslieder (Canciones de amor) op. 114, Nachtfalter (Mariposa nocturna) op. 157, Accelerationen (Aceleraciones) op. 234 y las polcas Annen (de Ana) op. 117 y Tritsch-Tratsch op. 214.

### Matrimonios
Se casó con la cantante Hetty Treffz en 1862 y postuló al título de Director Musical del Baile de la Corte, puesto que alcanzó en 1863, después de haberle sido negado en varias ocasiones por sus frecuentes fricciones con las autoridades locales. Su participación en el Baile de la Corte significaba que sus trabajos serían ahora escuchados por la realeza. Su segunda esposa, Angelika Dittrich (actriz), con quien se casó en 1878, no era una ferviente partidaria de su música y la diferencia de edad y opiniones, y sobre todo su indiscreción, llevó a que Johann le pidiera el divorcio.
A Strauss no le concedió la nulidad la Iglesia católica y, por lo tanto, cambió de religión y nacionalidad y se convirtió en ciudadano de Sajonia-Coburgo-Gotha el 28 de enero de 1887. Strauss buscó consuelo en su tercera esposa, Adele (con quien se casó el 15 de agosto de 1882) y en sus últimos años fluyeron sus talentos creativos, lo que resultó en gran parte buena música, como las que se encuentran en las operetas Der Zigeunerbaron y Waldmeister y los valses Kaiser-Walzer op. 437, Kaiser Jubiläum op. 434, Märchen aus dem Orient op. 444 y Klug Gretelein op. 462.
Adele, al igual que el abuelo de Strauss, era de origen judío, hecho que los nazis ocultaron.

### Negocio musical familiar

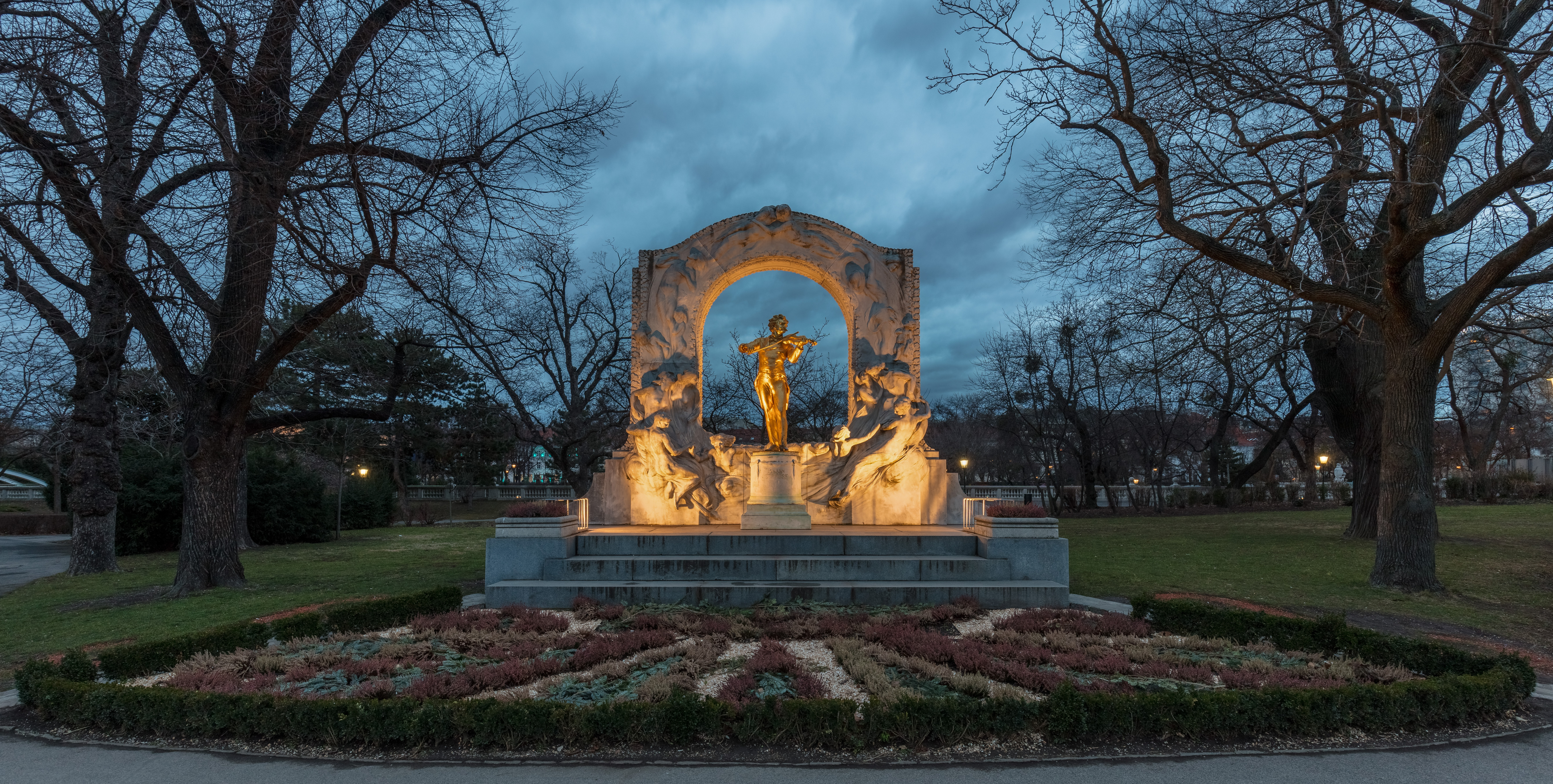
El rey del vals en el Stadtpark, Viena.

Después de crear su primera orquesta antes de la muerte de su padre, fundó muchas otras que tocarían en diversos establecimientos de entretenimiento y de baile, como el «Sperl» y el «Apollo», a quienes les dedicó varias piezas con sus nombres para conmemorar sus primeras actuaciones. Más tarde, aceptó encargos para tocar en Rusia para el archiduque Michael y el zar Alejandro II, especialmente en Pávlovsk, donde había sido construida una nueva línea de ferrocarril. Cuando los encargos se hicieron demasiados para atenderlas él solo, trató de convencer a sus hermanos Josef y Eduard para que lo sustituyeran en su ausencia, ya fuese por su mala salud o por su apretada agenda. En 1853, incluso tuvo que internarse en un sanatorio, ya que sufría de escalofríos y padecía de neuralgia. Deseosa de que la empresa familiar no se viniera abajo, la madre Anna Strauss ayudó a convencer al reacio Josef para que asumiera el mando de la orquesta Strauss. Los vieneses acogieron con satisfacción a ambos hermanos y finalmente hubo de admitir que «Josef era el más talentoso de ambos, yo simplemente soy el más popular». Josef dejó su propia marca con sus propios valses, y esta nueva rivalidad fue muy propicia para el desarrollo del vals. Johann Strauss II procedió a consolidar su posición como «rey del vals» con su exquisito vals El Danubio Azul op. 314, que nació como un vals coral con texto escrito por un poeta local.
Lo más destacado del triunvirato de los Strauss queda de manifiesto en el Concierto de Música Perpetua en 1860, donde su acertada broma musical Perpetuum Mobile op. 257 se interpretó por los tres hermanos encabezando tres orquestas diferentes. En la misma época, los tres hermanos Strauss también organizaron numerosas actividades durante sus conciertos en el Volksgarten en Viena, donde el público podía participar. Por ejemplo, se interpretaba una nueva pieza y el público era invitado a adivinar cuál de los tres la había compuesto.

## Rivales y admiradores musicales

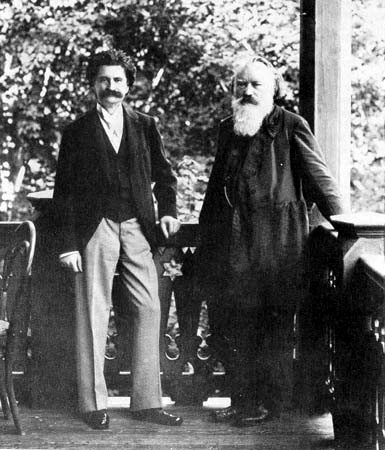
Johann Strauss y Johannes Brahms fotografiados en Viena en 1894.

Aunque el más solicitado compositor de música de baile fue Johann Strauss entre 1860 y 1890, tuvo una dura competencia con Karl Michael Ziehrer y Émile Waldteufel; con el segundo competía desde París. Phillip Fahrbach también le negó al joven Strauss el cargo de Director Musical del Baile de la Corte cuando postuló por primera vez al cargo. El compositor alemán Jacques Offenbach, que se hizo famoso en París, le planteó asimismo un desafío a Strauss en el campo de la opereta. Más tarde, la aparición del maestro de la opereta Franz Lehár marcó el inicio de la Edad de Plata en Viena de este género y desplazó la posición de Strauss en el mundo de la opereta.
Johann fue admirado por otros prominentes compositores. Richard Wagner admitió una vez que amaba el vals "Vino, mujeres y canciones, Op. 333". Richard Strauss (no emparentado con la familia) al componer sus valses del El caballero de la rosa dijo en referencia a Johann Strauss hijo: «¿Cómo podría olvidar al sonriente genio de Viena?»
Johannes Brahms fue un amigo personal, a quien Strauss dedicó su vals Seid umschlungen, Millionen! (¡Abrazaos,  millones!), Op. 443, inspirado en la Oda a la alegría de Friedrich Schiller. Una historia se cuenta en las biografías de ambos hombres: la hija de Strauss se acercó a Brahms con la intención de pedirle un autógrafo. Era usual que los compositores escribieran algunos compases de su música más conocida y firmaran con su nombre. Brahms, sin embargo, escribió unos cuantos compases de "El Danubio Azul", uno de los valses más conocidos de Strauss y a continuación escribió: «Desafortunadamente, NO compuesto por Johannes Brahms».

## Obra

### Para el teatro
La mayoría de las operetas de Strauss, sin embargo, no han tenido un éxito perdurable al compararlas con sus piezas de baile, y gran parte del éxito se lo adjudican Die Fledermaus (El Murciélago), Una Noche en Venecia y El Barón Gitano. A pesar de la falta de popularidad de sus operetas, hay muchas piezas extraídas de ellas que fueron recibidas calurosamente, como el "Vals Cagliostro" op. 370 de la opereta Cagliostro en Viena, el vals "Oh, hermoso mayo" op. 375 (Príncipe Matusalén), el vals Rosas del Sur op. 388 (El Pañuelo de Encaje de la Reina) y el Vals del Beso op. 400 (La Guerra Divertida). También escribió una ópera, Ritter Pásmán, que tiene numerosas fallas en el libreto, pero muchos atribuyen su fracaso al uso de valses y polcas, lo que indicaría que era incapaz de escribir música seria. De hecho, para su tercera y más exitosa opereta de todos los tiempos, Die Fledermaus (El Murciélago) de 1874, los críticos de música de Viena profetizaron «que el motivo de las melodías serían valses y polcas». Sin embargo, su mayor crítico e irónicamente firme defensor Eduard Hanslick escribió en el momento de la muerte de Strauss en 1899 que su desaparición supondría el final de los tiempos felices en Viena.
Johann Strauss murió de neumonía en Viena el 3 de junio de 1899 a la edad de 73 años y fue sepultado en el Zentralfriedhof de Viena (Cementerio Central de Viena). Al momento de su muerte, se encontraba trabajando en su ballet Aschenbrödel (Cenicienta).

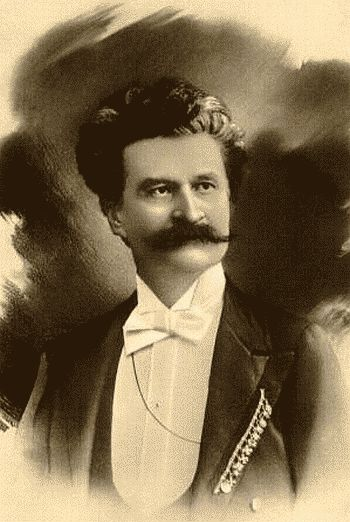
Retrato.

## Legado
La música de Johann Strauss (hijo) es interpretada regularmente en el Concierto de Año Nuevo de la Orquesta Filarmónica de Viena, como resultado de los esfuerzos de Clemens Krauss quien realizó un programa especial dedicado a Strauss en 1929 con la orquesta vienesa. Varios intérpretes de Strauss, como Willi Boskovsky, continuaron la tradición de dirigir violín en mano como era costumbre en la familia Strauss, así como Herbert von Karajan y Riccardo Muti. Además, la Orquesta de Viena Johann Strauss que se formó en 1966 le rinde homenaje durante las giras de esta conocida orquesta.